# Lasius pallitarsis
Lasius pallitarsis es una especie de hormiga del género Lasius, tribu, Lasiini, orden Hymenoptera. Fue descrita por Provancher en 1881.

## Distribución
Se distribuye por Canadá, México y Estados Unidos.

## Hábitat
Habita debajo de rocas, piedras y troncos, en nidos y madera muerta. Se ha encontrado a elevaciones de 2-3719 metros.